# NGC 1886
NGC 1886 is een spiraalvormig sterrenstelsel in het sterrenbeeld Haas. Het hemelobject werd in 1886 ontdekt door de Amerikaanse astronoom Frank Muller.

## Synoniemen
- ESO 487-2
- MCG -4-13-13
- FGCE 485
- AM 0519-235
- IRAS 05197-2351
- PGC 17174